# Jorge Alberto Rojas
Pour les articles homonymes, voir Jorge Rojas.
Jorge Alberto Rojas Méndez est un footballeur vénézuélien né le 10 janvier 1977 à Mérida. Il évolue aux postes de défenseur et de milieu de terrain.

## Carrière
- Estudiantes de Mérida (1998-1999)
- Universidad de Los Andes Fútbol Club (1999)
- Caracas FC (2000-2002)
- CS Emelec (2003)
- Caracas FC (2004)
- Atlético Nacional (2004-2006)
- Caracas FC (2005-2007)
- América Cali (2007)
- Unión Atlético Maracaibo (2008)
- Red Bull New York (2008-2009)

## Statistiques

### En sélection nationale
| Saison                | Sélection             | Phases finales        | Phases finales | Phases finales | Phases finales | Éliminatoires CDM | Éliminatoires CDM | Éliminatoires CDM | Matchs amicaux | Matchs amicaux | Matchs amicaux | Total | Total | Total |
| Saison                | Sélection             | Compétition           | M              | B              | Pd             | M                 | B                 | Pd                | M              | B              | Pd             | M     | B     | Pd    |
| --------------------- | --------------------- | --------------------- | -------------- | -------------- | -------------- | ----------------- | ----------------- | ----------------- | -------------- | -------------- | -------------- | ----- | ----- | ----- |
| 1998-1999             | Venezuela             | Copa América 1999     | 1              | 0              | 0              | -                 | -                 | -                 | 5              | 0              | 1              | 6     | 0     | 1     |
| 1999-2000             | Venezuela             | -                     | -              | -              | -              | 2                 | 0                 | 0                 | 4              | 0              | 0              | 6     | 0     | 0     |
| 2000-2001             | Venezuela             | Copa América 2001     | 1              | 0              | 0              | 2                 | 0                 | 0                 | 1              | 0              | 1              | 4     | 0     | 1     |
| 2001-2002             | Venezuela             | -                     | -              | -              | -              | 5                 | 0                 | 1                 | 4              | 0              | 0              | 9     | 0     | 1     |
| 2002-2003             | Venezuela             | -                     | -              | -              | -              | -                 | -                 | -                 | 7              | 0              | 1              | 7     | 0     | 1     |
| 2003-2004             | Venezuela             | Copa América 2004     | 2              | 0              | 0              | 5                 | 0                 | 1                 | 4              | 0              | 1              | 11    | 0     | 2     |
| 2004-2005             | Venezuela             | -                     | -              | -              | -              | 5                 | 0                 | 0                 | 3              | 1              | 1              | 8     | 1     | 1     |
| 2005-2006             | Venezuela             | -                     | -              | -              | -              | 3                 | 0                 | 0                 | 3              | 0              | 0              | 6     | 0     | 0     |
| 2006-2007             | Venezuela             | Copa América 2007     | 2              | 0              | 0              | -                 | -                 | -                 | 11             | 0              | 2              | 13    | 0     | 2     |
| 2007-2008             | Venezuela             | -                     | -              | -              | -              | 6                 | 0                 | 2                 | 8              | 1              | 1              | 14    | 1     | 3     |
| 2008-2009             | Venezuela             | -                     | -              | -              | -              | 4                 | 0                 | 0                 | 3              | 1              | 1              | 7     | 1     | 1     |
| Total sur la carrière | Total sur la carrière | Total sur la carrière | 6              | 0              | 0              | 32                | 0                 | 4                 | 53             | 3              | 8              | 91    | 3     | 12    |

## Palmarès
- Championnat de Colombie : 2005 (A)
- Championnat du Venezuela : 2001, 2004, 2006, 2007

## Sélections
- 91 sélections et 3 buts avec l'équipe du Venezuela de football depuis 1999.